# Scorpiopsis diplaneta
Scorpiopsis diplaneta är en fjärilsart som beskrevs av Edward Meyrick 1930. Scorpiopsis diplaneta ingår i släktet Scorpiopsis och familjen plattmalar. Inga underarter finns listade i Catalogue of Life.